# Muž a žena
Muž a žena (francouzsky: Un homme et une femme) je romantické drama natočené francouzským režisérem Claudem Lelouchem, v hlavních rolích s Anouk Aiméeovou a Jean-Louisem Trintignantem.
Film získal v roce 1966 Zlatou palmu na filmovém festivalu v Cannes a dvě ocenění Oscara za nejlepší cizojazyčný film a nejlepší původní scénář. Claude Lelouch se ve svých 28 letech díky tomuto filmu stal známým a slavným režisérem. Anouk Aimée a Jean-Louis Trintignant spolu hráli v pokračování filmu Muž a žena po 20 letech z roku 1986.
Film upoutal pozornost také hudbou Francise Laie. Zejména ústřední píseň interpretovaná Nicole Croisille a Pierrem Barouhem, která byla nominována na Zlatý glóbus za nejlepší filmovou píseň, se stala velmi populární a dočkala se řady coververzí. S českým textem Jana Nemejovského ji nazpívaly Judita Čeřovská (1967) a Jitka Zelenková (2006).

## Děj
Film je o lásce mezi mladou vdovou Anne Gauthierovou (Anouk Aimée), jejíž manžel, kaskadér zemřel během natáčení, a Jean-Louis Durocem (Jean-Louis Trintignant), profesionálním automobilovým závodníkem, který je také vdovec. Jeho manželka spáchala sebevraždu poté, co se dozvěděla, že měl nehodu v průběhu závodu.
Anna a Jean-Louis se potkali náhodou. Oba žijí v Paříži, a jejich děti studují ve stejné škole v Deauville na severu Francie. Při jedné z návštěv v internátu Anně ujede zpáteční vlak do Paříže, a Jean-Louis se nabídne že ji odveze. Oba k sobě cítí vzájemnou přitažlivost, která přeroste v lásku.

## Obsazení
| Anouk Aimée            | Anne Gauthierová             |
| Jean-Louis Trintignant | Jean-Louis Duroc             |
| Pierre Barouh          | Pierre Gauthier              |
| Valérie Lagrange       | Valérie Durocová             |
| Souad Amidou           | Françoise Gauthierová, dcera |
| Gérard Larrousse       | závodník                     |